# Kraszna
Kraszna (maďarsky Kraszna, rumunsky Crasna) je řeka v Maďarsku (župa Szabolcs-Szatmár-Bereg) a Rumunsku (župy Sălaj, Satu Mare). Je 193 km dlouhá. Povodí má rozlohu 3142 km².

## Průběh toku
Řeka pramení v Sedmihradsku, v Rumunsku, nedaleko města Zalău. Poté teče na sever, protéká župami Sălaj a Satu Mare, vytéká do Velké uherské nížiny, protéká močály a u města Vásárosnamény v Maďarsku se vlévá do Tisy.

## Vodní režim
Průměrný roční průtok vody činí přibližně 3 m³/s.